# Шахбахт-хан
Шахбахт-хан (умер в 1703 году) — узбекский хивинский хан из династии шибанидов в 1702—1703.
После смерти Шахнияз-хана, его сын Шахбахт-хан взошел на престол, но его правление было кратковременным и был свергнут около 1703 года. В 1703 году к власти пришел Сайид Али-хан.